# Louis des Balbes de Berton de Crillon
Louis des Balbes de Berton de Crillon, född omkring 1543, död 2 december 1615, var en fransk militär.
Crillon kämpade mot hugenotter och turkar, och deltog bland annat i slaget vid Lepanto 1571. Han understödde Henrik III i kampen mot ligan, och underkuvade 1586 Provence. Han tjänade senare även under Henrik IV.